# ایگل بیوت (داکوتای جنوبی)
ایگل بیوت(به انگلیسی: Eagle Butte) شهری در ایالت داکوتای جنوبی کشور ایالات متحده آمریکا است که جمعیت آن در سرشماری سال ۲۰۱۰ میلادی، ۱٬۳۱۸ نفر بوده‌است.